# DJ-Kicks: Kruder & Dorfmeister
DJ-Kicks: Kruder & Dorfmeister – remix album zawierający didżejski mix Kruder & Dorfmeister, wydany 19 sierpnia  1996 roku w ramach serii DJ-Kicks.

## Album

### Historia
Album DJ-Kicks: Kruder & Dorfmeister został zmiksowany przez duet Kruder & Dorfmeister w Studio !K7 i wydany 19 sierpnia  1996  jako CD oraz jako podwójna EP-ka. 

## Charakterystyka muzyczna albumu
Album DJ-Kicks: Kruder & Dorfmeister spotkał się z większym zainteresowaniem niż debiutancka Ep-ka, zwłaszcza w Wielkiej Brytanii, gdzie do jego popularności przyczynił się wpływowy DJ radiowy, Gilles Peterson. Na albumie, utrzymanym w klimacie downtempo, znalazły się między innymi przeboje takich wykonawców tego gatunku, jak: Thievery Corporation, Hardfloor i The Herbaliser oraz własny utwór duetu, „High Noon”, pochodzący z debiutanckiej EP-ki.

### Lista utworów

#### CD
Lista według Discogs:
| Nr  | Tytuł utworu                                                                      | Oryginalny wykonawca | Długość |
| --- | --------------------------------------------------------------------------------- | -------------------- | ------- |
| 1.  | „A Mother (For Your Mind)”                                                        | The Herbaliser       | 5:16    |
| 2.  | „Livin' Free”                                                                     | Small World          | 5:09    |
| 3.  | „Spellbound”                                                                      | Tango                | 4:00    |
| 4.  | „Give My Soul”                                                                    | The Lab Rats         | 3:10    |
| 5.  | „Revolutionary Pilot”                                                             | Statik Sound System  | 2:15    |
| 6.  | „In Too Deep”                                                                     | JMJ & Flytronix      | 5:41    |
| 7.  | „Kauna”                                                                           | Aquasky              | 4:04    |
| 8.  | „Mr. Kiss Kiss Bong Bong (Big Brother's Dubbing You Full On / Full Length Remix)” | James Bong           | 4:30    |
| 9.  | „Dubdope”                                                                         | Hardfloor            | 5:25    |
| 10. | „Shaolin Satellite”                                                               | Thievery Corporation | 4:22    |
| 11. | „High Noon”                                                                       | Kruder & Dorfmeister | 6:01    |
| 12. | „Keep On Believing”                                                               | Beanfield            | 5:39    |
| 13. | „Que Dolor (Rude Boy Fandango Mix)”                                               | Sapien               | 4:47    |
| 14. | „Bass And Several Cars”                                                           | Shantel              | 2:45    |
| 15. | „Look Up Dere”                                                                    | Kama                 | 1:22    |
| 16. | „Radio Burning Chrome”                                                            | Showroom Recordings  | 2:01    |
| 17. | „Black Baby (DJ-Kicks)”                                                           | Kruder & Dorfmeister | 6:19    |
|     |                                                                                   |                      | 1:12:46 |

#### EP
Lista według Discogs:
| A1. | Livin' Free (Soundtrack Mix) – Small World  |  |
|     |                                             |  |
| A2. | Trippin' On Broken Beats – Omni Trio        |  |
|     |                                             |  |
| B1. | Dadamnpheaknoizphunk? (Dubdope) – Hardfloor |  |
|     |                                             |  |
| C1. | In Too Deep – JMJ & Flytronix               |  |
|     |                                             |  |
| C2. | Bass And Several Cars – Shantel             |  |
|     |                                             |  |
| D1. | Spellbound – Tango                          |  |
|     |                                             |  |
| D2. | Shoalin Satellite – Thievery Corporation    |  |
|     |                                             |  |

## Odbiór

### Opinie krytyków
| Oceny łączne      | Oceny łączne |
| Publikacja        | Ocena        |
| ----------------- | ------------ |
| Album of the Year | 80/100       |
| Recenzje          |              |
| Publikacja        | Ocena        |
| AllMusic          | [ 5 ]        |
| NME               | 7/10         |
| RYM               | 3.49/5       |
| Sputnikmusic      | 4.2/5        |

Według Johna Busha z AllMusic „Kruder & Dorfmeister są lepszymi DJ-ami niż producentami, o czym świadczy ich seria DJ-Kicks. Zaczynając od downbeatowego trip hopu z udziałem The Herbaliser, Statik Sound System i Thievery Corporation, Kruder & Dorfmeister płyną przez jazzujący drum'n'bass (Aquasky i JMJ & Flytronix) i techno (Hardfloor i Showroom Recordings)”. 
„Album DJ-Kicks: Kruder & Dorfmeister, wydany przez berlińską wytwórnię !K7 Records w ramach serii miksów DJ-Kicks, pozostaje najlepszym z dotychczasowych wydawnictw didżejskich duetu Kruder i Dorfmeister” – uważa Mike Watson z magazynu Ambient Music Guide.
Zdaniem Bena Willmotta z magazynu NME album „jest nienagannie dopracowany (…) ale w jakiś sposób nie ma iskry dźwiękowej zasadzki i lekkomyślnego eklektyzmu, który sprawił, że Journeys By DJ Coldcutu był tak cudowny. Trochę więcej bzdur i (tylko) trochę mniej "smaku" następnym razem powinno załatwić sprawę. Mimo to, Kruder & Dorfmeister kopią. Ale delikatnie”.
Według redakcji Resident Advisor „kompilacja DJ-Kicks dla niemieckiej wytwórni K7 oznaczała istotną zmianę w ogólnej koncepcji K&D, czy raczej w sposobie, w jaki publiczność zdawała się ich przyjmować. Z szanowanych, undergroundowych bohaterów stali się pełnoprawnymi medialnymi celebrytami w prasie muzycznej, których CD był tak doskonale zmiksowany i wyselekcjonowany, że przyciągnął wielu nowych fanów na całym świecie”.